# Konciliet i Florens

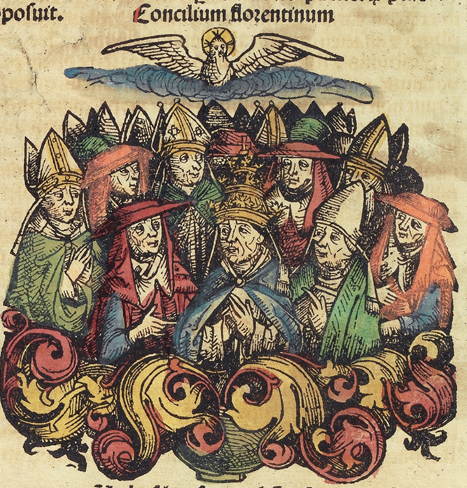
Konciliet i Florens.
Illustration i Nürnbergkrönikan.

Konciliet i Basel, senare Konciliet i Ferrara och slutligen Konciliet i Florens, var ett biskopskoncilium inom Romersk-katolska kyrkan. Det startade 1431 i Basel där det pågick till 1449. En del av mötet flyttades 1438 till Ferrara och 1439 till Florens, där det avslutades 1445. Konciliarismen var under denna tid starkare än påvestolen, och denna maktkamp genomsyrade konciliet. Den stora schismen och husiterna var andra primära frågor.
Konciliet sammankallades av påve Martin V, som förlade det till Basel för att hålla det på en neutral plats. Strax efter avled Martin V och efterträddes av Eugenius IV som öppnade konciliet den 23 juli. Vid konciliet närvarade förutom kyrkans högsta företrädare, samtidens främsta teologer, lärde samt representanter för olika stift och kloster. Under konciliets gång anslöt sig den bysantinske kejsaren Johannes VIII Palaiologos med Georgios Gemistos Plethon, Johannes Bessarion och patriarken av Konstantinopel. De kyrkliga reformprojekten skrämde Eugenius, som i december 1431 förklarade mötet upplöst.
Mötet främste man vid denna tid var Giuliano Cesarini, som förklarade att det allmänna kyrkomötet stod över påven. Påven tvingades också år 1434 att erkänna mötet. Under tiden hade underhandlingar förts med husiterna. Genom de så kallade Baselkompaktaterna slöts i november 1433 fred med den moderata gruppen bland husiterna, de så kallade kalixtinerna. Samtidigt fortsatte det kyrkliga reformarbetet och en mängd beslut fattades som avsåg att avskaffa de värsta ekonomiska missbruken inom kyrkan. Härigenom skapades dock nya konflikter med påven, som 1438 valde att flytta mötet till Ferrara, under förevändning att underlätta förhandlingarna med grekerna. En stor del av deltagarna lämnade nu Basel, bland annat Giuliano Cesarini. Den grupp som kvarstannade valde 1439 hertig Amadeus VIII av Savoyen till motpåve under namnet Felix V. Genom en rad radikala åtgärder förlorade dock konciliet alltmer sitt anseende, miste stödet av de världsliga makterna och upplöste slutligen sig själv 1449. Mötets resultat blev att kyrkomötet dukade under i striden mot påvemakten.
Baselkonciliets reformbeslut kom inte omedelbart att verkställas men fick betydelse genom att de användes av den världsliga makten i maktkampen med påvestolen. Exempelvis sanktionen i Bourges 1438, som fastslog att påven står under det allmänna konsiliet och att biskoparna har sin makt omedelbart från Gud, inskränkte kurians domsrätt över franska kyrkan och knöt denna närmare till staten, baserades på beslut fattat i konsiliet i Basel.